# Margaret Gowing
Margaret Mary Gowing, née Margaret Mary Elliott le 26 avril 1921 et morte le 7 novembre 1998 est une historienne anglaise. Elle participe à la rédaction de plusieurs volumes de l'Histoire de la Seconde Guerre mondiale (édités par Her Majesty's Stationery Office) mais est plus connue pour ses livres, commandés par l'Autorité britannique de l'énergie atomique, couvrant les débuts de l'histoire des programmes d'armes nucléaires britanniques : Britain and Atomic Energy 1939–1945, publié en 1964, et les deux volumes de Independence and Deterrence: Britain and Atomic Energy 1945–52, publiés en 1974.
Travaillant au Bureau du Cabinet entre 1945 et 1959, elle connaissait personnellement de nombreux acteurs de son sujet d'étude. En tant qu'historienne et archiviste à l'Autorité britannique de l'énergie atomique de 1959 à 1966, elle avait accès aux documents et dossiers officiels des programmes d'armes nucléaires britanniques. Elle est la première titulaire d'une chaire d'histoire des sciences à l'Université d'Oxford, qu'elle occupe de 1972 jusqu'à sa retraite en 1986. En tant que cofondatrice avec le physicien Nicholas Kurti du Contemporary Scientific Archives Centre d'Oxford, elle contribue à assurer la préservation des manuscrits scientifiques contemporains. Elle est respectivement CBE (commandeur de l'Empire britannique), FBA (membre de la British Academy) et FRS (membre de la Royal Society)

## Biographie

### Enfance et formation
Margaret Elliott nait le 26 avril 1921 dans le quartier de Kensington à Londres. Elle est la plus jeune des trois enfants de Ronald Elliott, ingénieur automobile, et de Mabel Eliott, née Donaldson, institutrice. Elle a une sœur aînée, Audrey, et un frère aîné, Donald. La famille est pauvre : son père, souvent au chômage, souffre de tuberculose dont il meurt tandis que sa mère n'a pas le droit de travailler comme institutrice après son mariage. La famille doit souvent vivre grâce à une indemnité de maladie hebdomadaire. Pour se divertir, ils profitent de l’entrée gratuite dans les galeries d’art, les musées et les bibliothèques. L'expérience personnelle de la pauvreté amène Margaret à devenir une socialiste ardente plus tard dans sa vie. Elle fréquente l'école primaire de Portobello à North Kensington et remporte une bourse du London County Council pour le Christ's Hospital en 1932,. Elle excelle dans ses études, était préfète et jouait au hockey pour sa maison (système de maison).
Elliott obtient son certificat d'études en 1936, avec mention en latin, en anglais et en français et une note suffisante en allemand. Elle obtient une bourse d'entrée Leverhulme à la London School of Economics (LSE), où elle est s'inscrit en 1938. Sa conseillère d'études de première année est alors l'économiste Vera Anstey (en), qui considère qu'Elliott avait « un penchant prononcé pour l'histoire économique ». Elle a ensuite attribué son intérêt pour le sujet aux conférences de sa conseillère d'études de deuxième année, Eileen Power, qui l'a encouragée à poursuivre une carrière universitaire. Elle remporte le prix commémoratif Gladstone et la bourse Lillian Knowles pour l'histoire économique en 1939. Plus tard cette même année, la LSE est évacuée vers Oxford à la suite du déclenchement de la Seconde Guerre mondiale,. Elliott y obtient en 1941 un Bachelor of Science en économie avec mention très bien.

### Carrière dans la fonction publique
Les emplois universitaires en histoire étant rares et peu accessibles en 1941, Elliott rejoint la fonction publique. Elle travaille dans la section des prix et des statistiques de la direction du contrôle du fer et de l'acier au ministère de l'Approvisionnement . Elle rejoint ensuite la Commission du commerce et la Direction des aménagements de logements, où elle atteint le rang de directrice adjointe, avant de rejoindre le Bureau du Cabinet en 1945. Là, elle s'implique dans l'écriture de l'histoire officielle britannique de la seconde guerre mondiale comme assistante de Keith Hancock, rédacteur en chef de la série de livres sur l'histoire civile du Royaume-Uni durant la guerre. En tant qu'historienne officielle de l' History of the Second World War: United Kingdom Civil Series, Margaret Eliott a alors accès à des documents et dossiers officiels non publiés. Elle apprend également à connaître à titre personnel de nombreux hommes politiques et hauts fonctionnaires impliqués.
Le 7 juin 1944, elle épouse Donald James Graham Gowing au bureau d'enregistrement de Wimbledon. Son époux est un chanteur qui a également fréquenté le Christ's Hospital avant de remporter une bourse chorale au King's College de Cambridge, en 1939. Il rejoint la Royal Naval Volunteer Reserve en 1941 et sert au quartier général des opérations combinées. Ils se marient peu de temps avant qu'il soit envoyé à l'étranger. Il apprend le japonais aux États-Unis avant de service dans le Pacifique en tant que traducteur. L'interdiction faites aux femmes mariées de travailler (marriage bar) est suspendue pendant le service de Donald dans l'armée et Margaret est autorisée à rester dans la fonction publique. Ils ont deux enfants, tous deux des fils : Nicholas Keith (Nik), journaliste né en 1951, et James, né en 1954. Son mari, frustré par son manque de succès professionnel par rapport à celui de sa femme, devient alcoolique et meurt d'un accident vasculaire cérébral en 1969.

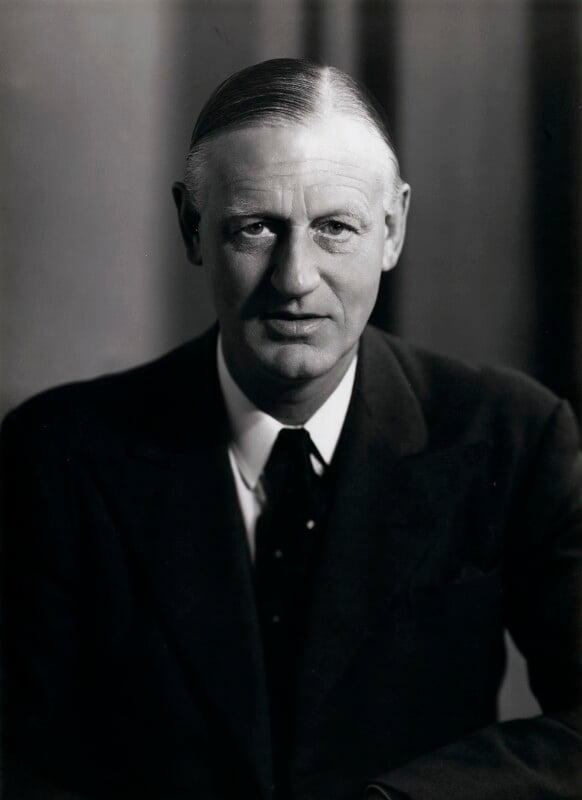
Norman Brooks, secrétaire du cabinet entre 1947 et 1962, photographié en 1951.

En 1950, Norman Brook tente de conserver Margaret Gowing au Cabinet Office en tant qu'historienne permanente, mais en est empêchée, contrecarrée par le Trésor et la commission de la fonction publique. En 1951, on lui annonce qu’elle n’a aucune chance d’être nommée au grade de directrice, lequel qui lui aurait donné droit à la retraite. Elle déclare plus tard que ses années au Cabinet Office avaient été les plus heureuses de sa vie, mais elle doit chercher un autre poste. En 1955, elle postule sans succès pour une chaire d'histoire économique à Oxford et pour un poste de lectrice à la LSE. Norman Brook exploite plusieurs pistes administratives pour la maintenir en poste au Bureau du Cabinet et est prêt à la nommer archiviste du Cabinet Office, mais il ne peut pas lui offrir de pension.
La loi sur les archives publiques de 1958 exige que tous les ministères mettent en place des systèmes de gestion des archives. L'Autorité britannique de l'énergie atomique (UKAEA) était nominalement exemptée de la loi, s'agissant d'une société gouvernementale plutôt que d'un ministère, mais demande toutefois à être soumise à cette obligation. Cela permet la création d'un poste à l'UKAEA pour un historien et un archiviste. Poste que Gowing obtient en 1959. Son travail consistait à mettre en place des systèmes et des critères de sélection pour la préservation des archives scientifiques, techniques et administratives. Mais également d'écrire l'histoire du projet atomique britannique depuis ses origines en 1939, l'UKAEA ayant hérité des dossiers des organisations antérieures, y compris celles du projet Tube Alloys.
À cette époque, l'UKAEA emploie environ 40 000 personnes dans des bureaux, des laboratoires et des usines réparties dans toute la Grande-Bretagne. Gowing connait alors très peu l'énergie atomique. Elle déclare un jour que lorsqu'elle a été nommée, elle « ne savait pas distinguer un atome d'une molécule ». Ce qu'elle corrige par la suite, jusqu'à gagner le respect de Christopher Hinton et James Chadwick, et devenir amie avec Nicholas Kurti, Rudolf Peierls et Niels Bohr. Elle demande un jour à James Chadwick ce qu'il compte faire de tous les documents conservés dans les classeurs en bois de son grenier. Ce à quoi il répond simplement : « les brûler ». Cette situation l'amène à contribuer à la création du Centre des archives scientifiques en 1972.
Le premier volume de Gowing, Britain and Atomic Energy 1939–1945, est publié en 1964 et a reçoit un large succès. Stephen Toulmin déclare qu' « aucun meilleur exemple d'histoire narrative contemporaine de la science n'est encore apparu ». Cette réussite incite Mark Oliphant à demander la nomination d'un historien à l'Académie australienne des sciences à Canberra, et le Bureau du Cabinet à commander une nouvelle série d'histoires officielles, en temps de paix cette fois, en 1966.

### Carrière académique

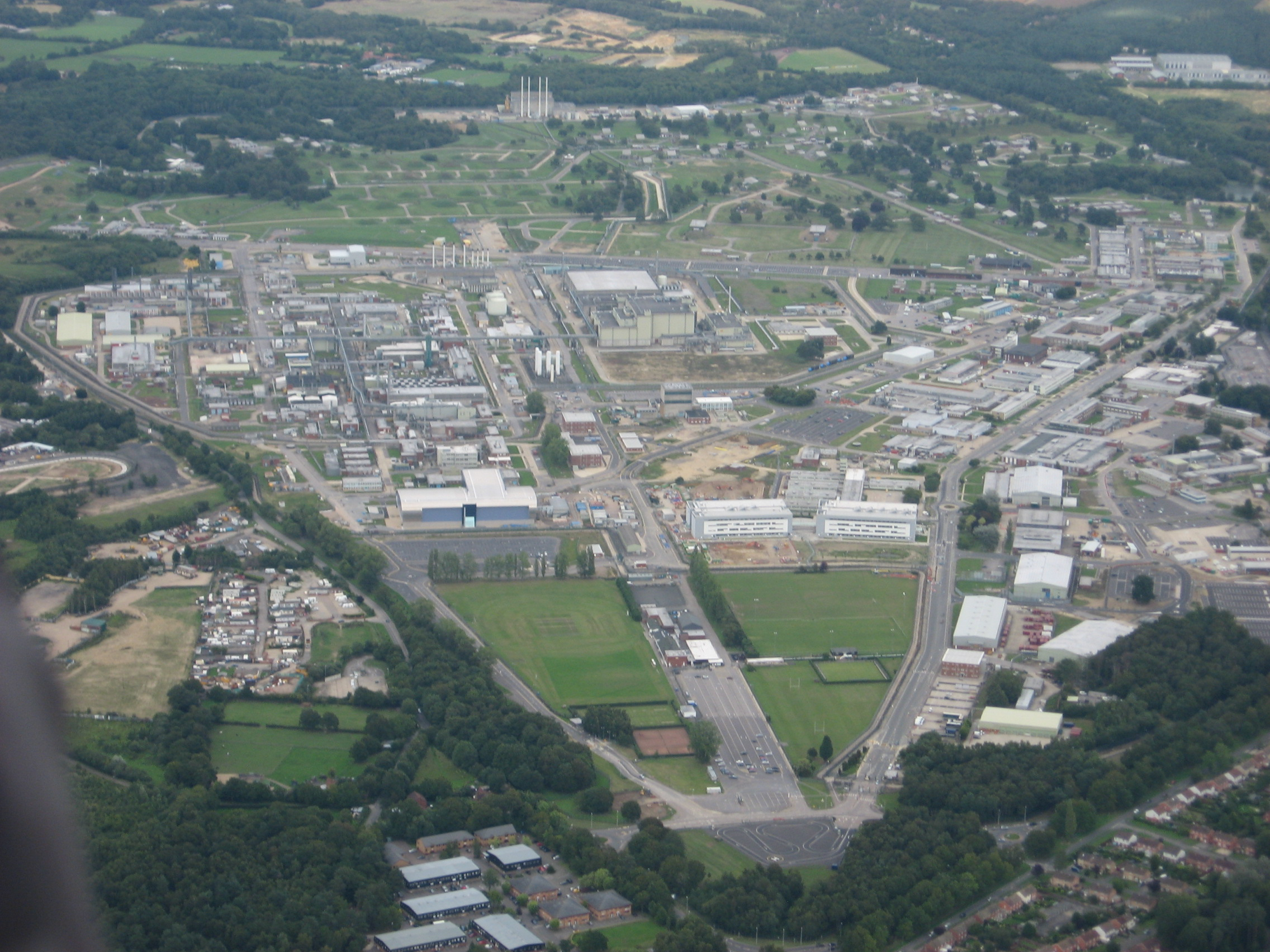
Les installations de l'Atomic Weapons Establishment à Aldermaston en 2009.

En 1966, Gowing devient maître de conférences en histoire contemporaine à la nouvelle université du Kent, à Canterbury, couvrant l'histoire scientifique, technique, économique et sociale. L'UKAEA la retient également comme consultante, lui versant 1 000 £ par an pendant trois ans. Sa tâche principale est de rédiger une suite en deux volumes au précédent Britain and Atomic Energy 1939–1945, couvrant la période de 1945 à 1952. Pour l'aider dans cette tâche, l'UKAEA fait appel en 1967 à Lorna Arnold, travaillant alors pour la division de la santé et de la sécurité de l'UKAEA, pour devenir responsable des archives du département gouvernemental (DRO) et historienne adjointe de Gowing. Bien qu'elles soient accréditées comme historiennes officielles, l'Atomic Weapons Establishment à Aldermaston ne les laisse pas emporter leurs notes et elles sont donc contrainte à rédiger sur place, sous l'œil vigilant du DRO d'Aldermaston. Pour se rendre sur place, Gowing devait prendre le train chaque jour de Canterbury jusqu'à gare de Londres-Waterloo, puis le métro jusqu'à Paddington et le train jusqu'à Reading, où Arnold récupérait Gowing dans sa voiture et pour la conduire jusqu'à Harwell.
Gowing tente de négocier de meilleures conditions avec l'Université du Kent pour consacrer plus de temps à travailler sur ses livres, ce qui lui est refusé. Elle postule sans succès à une chaire vacante en histoire et philosophie des sciences à l'University College de Londres en 1970. En février 1972, Rudolf Peierls et Nicholas Kurti l'informent que l'Université d'Oxford vient de créer une chaire d'histoire des sciences, la première du genre dans l'histoire de l'université. Elle ne s'attend pas à obtenir la chaire, mais Peierls, Frederick Dainton et Hugh Trevor-Roper participent au jury de sélection et lui offrent finalement la chaire d'histoire des sciences, malgré le fait qu'elle soit une femme sans diplôme en histoire ou en sciences.

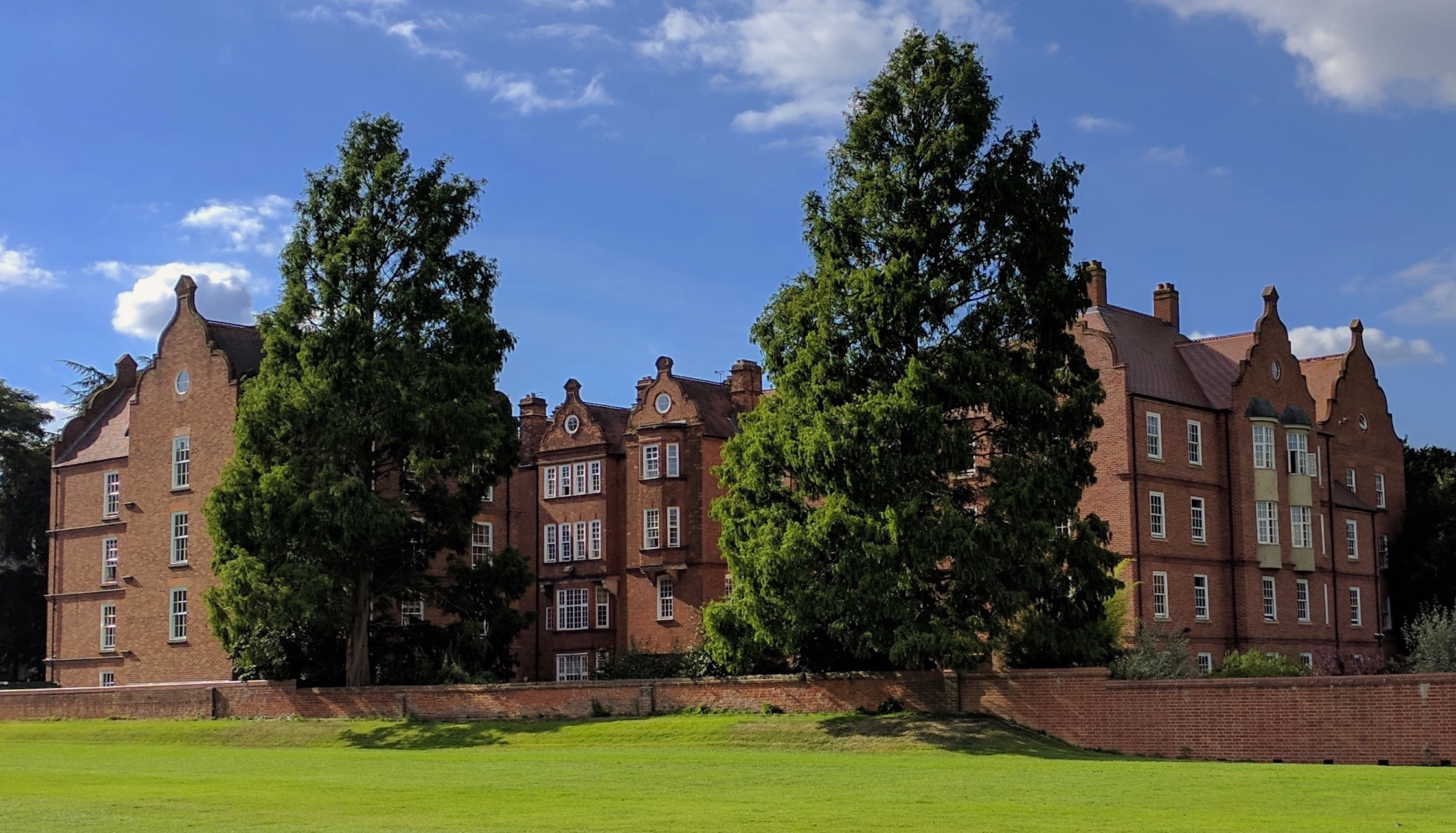
Le Linacre College d'Oxford où Gowing travaille à partir de 1972.

Gowing est alors en poste au Linacre College. Sa nomination, écrit Roy MacLeod, « struck a conspicuous blow for modern, as against medieval and early modern, science, and for a reading of history that favoured social, economic and political perspectives, as against the examination of scientific practice ». Elle prononce sa conférence inaugurale, Qu'est-ce que la science par rapport à l'histoire ou l'histoire par rapport à la science ? le 27 mai 1975. Dans cette conférence, elle examine les raisons pour lesquelles l’histoire des sciences s’est éloignée des autres formes d’histoire, et s'efforce de les rapprocher et de les réconcilier. Dans une conférence Wilkins ultérieure, en 1976, elle a évoque l'histoire des préjugés britanniques contre la science remontant à l'époque victorienne,.
Les deux volumes de Independence and Deterrence: Britain and Atomic Energy 1945–52, paraissent finalement en 1974. La publication lui vaut de nombreux éloges. Gowing est élue membre de la British Academy en 1975 et est nommée Commandeur de l'Ordre de l'Empire britannique (CBE) en 1981. Elle reçoit des doctorats honorifiques en littérature de l'Université de Leeds en 1976, de l'Université de Leicester en 1982 et de Manchester en 1985 ainsi qu'en sciences de l'Université de Bath en 1987. Lorsqu'elle est élue membre de la Royal Society en 1988, en vertu des dispositions du statut 12 de sa charte qui autorise l'élection de non-scientifiques ayant apporté des contributions remarquables à la science, elle devient la troisième personne à devenir membre à la fois de la British Academy et de la Royal Society, après Karl Popper et Joseph Needham. Gowing n'a jamais eu le temps d'écrire une suite à Independence and Deterrence pour poursuivre l'histoire jusqu'en 1958, date à laquelle la relation nucléaire spéciale entre la Grande-Bretagne et les États-Unis reprend. Sa collaboratrice Lorna Arnold écrira plus tard trois livres pour combler cette lacune.

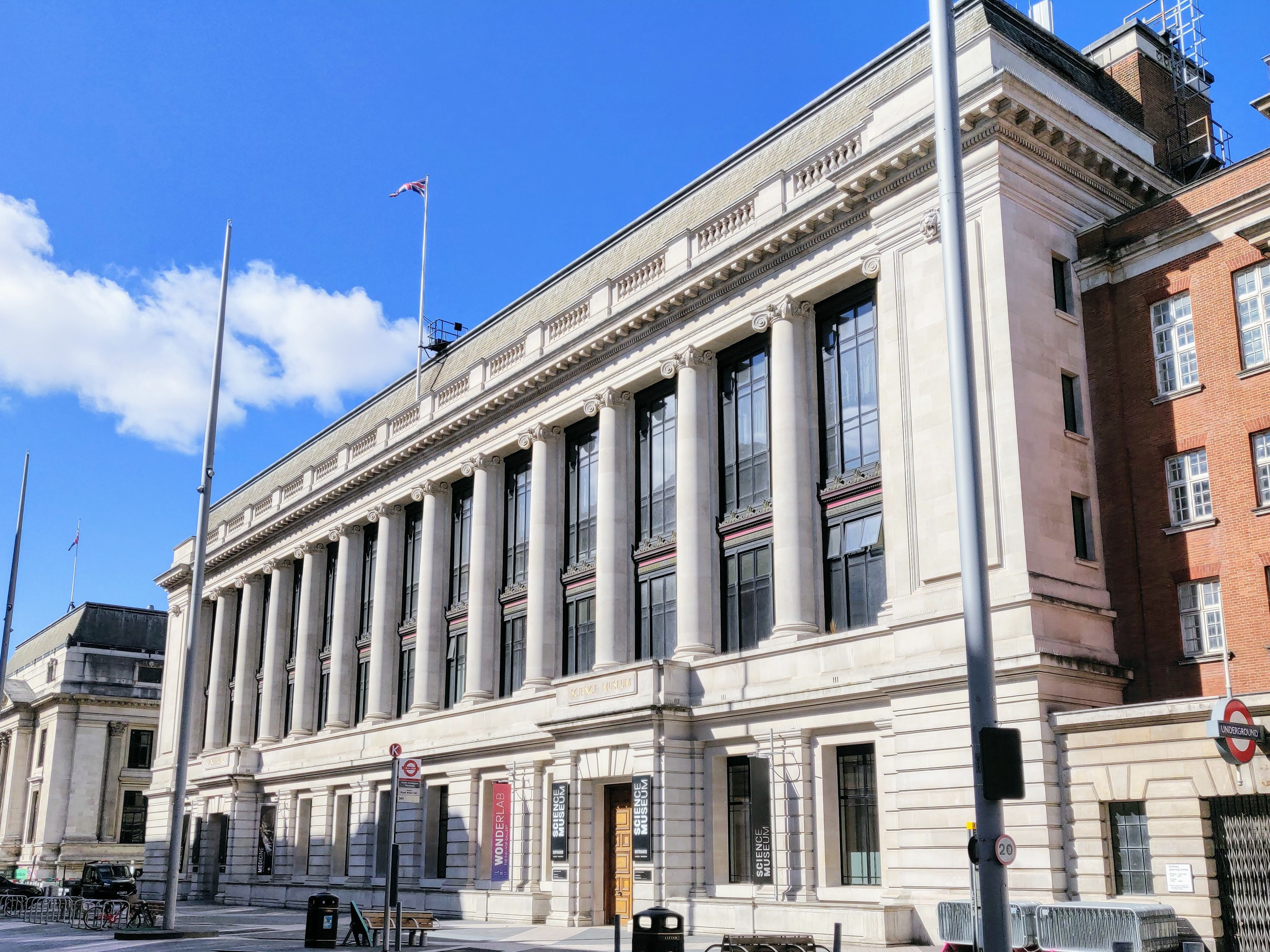
Le Science Museum de Londres, dont Gowing est administratrice dans les années 1980.

Dans les années 1980, Gowing est administratrice du Science Museum de Londres et de l'Imperial War Museum, mais, se souvenant de sa propre enfance, elle démissionne de ce dernier pour protester contre l'introduction de frais d'entrée. Elle est également administratrice de la National Portrait Gallery de 1978 à 1992. Elle commence à souffrir de ce qui est probablement la maladie d'Alzheimer et prend sa retraite d'Oxford en 1986, deux ans avant l'âge officiel de départ. Bien qu'elle ait travaillé dans la fonction publique et dans le milieu universitaire pendant 45 ans, seules 27 des années travaillées sont comptabilisées et elle n'a donc pas droit à une pension complète et vit avec le soutien financier de son fils Nik. Elle meurt à l'hôpital de Kingston à Kingston upon Thames le 7 novembre 1998. Ses archives sont conservées à l'History of Science Museum d'Oxford, répertoriées par ses soins en 1991, avec des ajouts après sa mort.

## Ouvrages publiés

### History of the Second World War: United Kingdom Civil Series
- (en) William Keith Hancock et Margaret Mary Gowing, British war economy, Londres, His Majesty's Stationery Office, coll. « History of the Second World War United Kingdom civil series », 1949, 583 p. (lire en ligne)
- (en) Eric L. Hargreaves et Margaret M. Gowing, Civil Industry and Trade - History of the Second World War, Londres, Her Majesty's Stationery Office, 1952, 678 p.

### Sur les programmes d’armes nucléaires britanniques
- Margaret Gowing (trad. Bertrand Goldschmidt), Dossier secret des relations atomiques entre alliés : 1939-1945, Paris, Plon, 1965, 268 p.
- (en) Margaret M. Gowing, Britain and atomic energy, 1939-1945, Londres, MacMillan, 1964
- (en) Margaret Gowing et Lorna Arnold, Independence and deterrence: Britain and atomic energy, 1945-1952, vol. 1, Macmillan [for the United Kingdom Atomic Energy Authority], 1974 (ISBN 978-0-333-15781-7)
- (en) Margaret Mary Gowing et Lorna Arnold, Independence and deterrence: Britain and atomic energy, 1945-1952, vol. 2, Macmillan [for the United Kingdom Atomic Energy Authority], 1974 (ISBN 978-0-333-16695-6)